# Carl Knorr (Politiker)

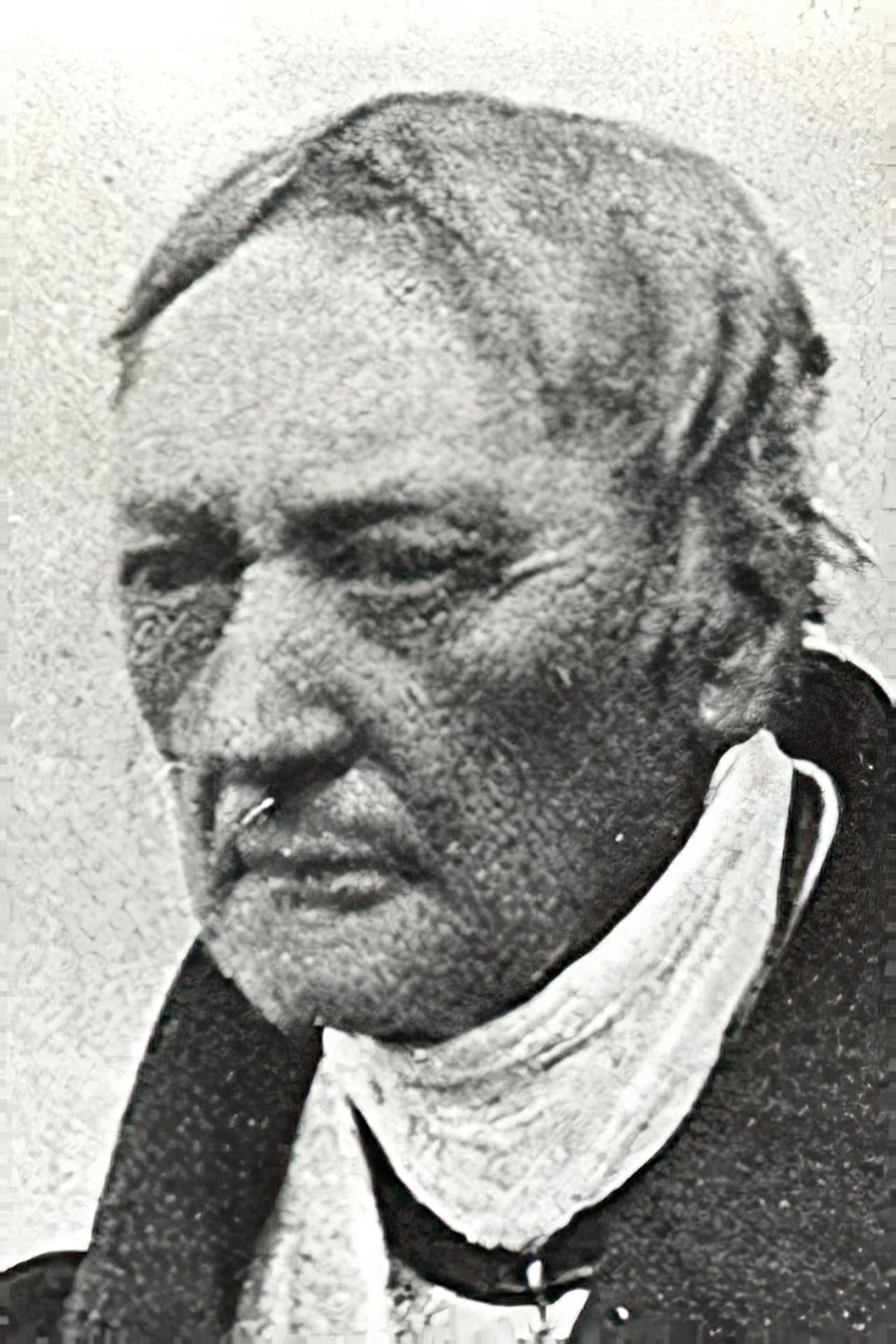
Carl Christian von Rosenroth

Carl Christian Knorr, ab 1817 Knorr von Rosenroth (* 18. Oktober 1771 in Friedberg (Hessen); † 30. Juni 1853 in Gießen) war ein hessischer Politiker und Abgeordneter der Zweiten Kammer der Landstände des Großherzogtums Hessen.

## Familie
Carl Knorr war der Sohn des fürstlich leiningischen Hofrates Philipp Gottlieb Knorr (1742–1820) und dessen Frau Anna Katharina geborene von Runkel (1748–1829). Die Familie war evangelisch.
Carl Knorr heiratete zwei Mal:

1.) am 24. Oktober 1796 in Gießen Eleonore Langsdorf (1778–1804), Tochter des Majors Franz Langsdorf und nach dem Tod seiner ersten Frau

2.) am 21. Dezember 1806 in Friedberg Christine Marianne Hager (1787–1850), Tochter des Justizamtmanns Christian Hager.
Aus der ersten Ehe gingen hervor:
- Ludwig Franz Gottlieb Knorr (1797–1866), Richter am Oberappellationsgericht Darmstadt und
- Christian Knorr (1800–1868), Landrat des Landratsbezirks Gießen und Abgeordneter in den Landständen des Großherzogtums Hessen.

## Ausbildung und Beruf
Carl Knorr studierte Rechtswissenschaft an der Universität Gießen und nahm zunächst als gräflich leiningen-westerburgischer Hofrat die Interessen des Hauses Leiningen hinsichtlich des Friedberg benachbarten und im Zuge des Säkularisation an die Grafen von Leiningen-Westerburg-Altenleiningen gefallenen ehemaligen Klosters Ilbenstadt wahr. 1816 wechselte er in die Dienste des Großherzogtums Hessen und wurde – ebenfalls mit dem Titel „Hofrat“ – Hoheits-, Regierungs- und Polizeibeamter in Friedberg. Schon ein Jahr später wurde er als Regierungsrat Mitglied der Regierung des Fürstentums Oberhessen (Provinz Oberhessen), 1818 Mitglied im Kirchen- und Schulrat und in der Regierungs-Deputation in Gemeindesachen, 1823 Postdeputierter und 1831 Kommissar für den Landwirtschaftlichen Provinzialverein.
Nachdem die Gebietsreform von 1832 Kreise geschaffen hatte, erhielt er die Stelle des Kreisrats des Kreises Gießen, die in Personalunion mit der Funktion des Provinzialkommissars für die Provinz Oberhessen verbunden war. 1842 wurde er auf eigenes Ersuchen aus gesundheitlichen Gründen als Kreisrat, 1846 aus den gleichen Gründen auch als Provinzialrat pensioniert. Kurz darauf verstarb Carl Christian Knorr von Rosenroth. In beiden Ämtern folgte im Christian Prinz nach.

## Politik
Im 3. und 4. Landtag (1826–1830) war er Abgeordneter in der Zweiten Kammer der Landstände des Großherzogtums Hessen. In den Landständen vertrat er den Wahlbezirk Oberhessen 7/Schotten.

## Ehrungen
- 1817 wurde er als Knorr von Rosenroth in den Adelsstand erhoben.[9]
- 1828 Geheimrat[10]
- 1842 Kommandeurkreuz II. Klasse des Ludewigs-Ordens[11]